# Poprad (rivière)
Le Poprad est une rivière de la Slovaquie et du sud de la Pologne, affluent de la rive droite du Dunajec.

## Affluents

### Slovaquie

#### Rive droite
- Mlynica
- Vrbovský potok
- Ľubica
- Jakubianka
- Ľubotínka

#### Rive gauche
- Velický potok
- Slavkovský potok
- Studený potok
- Kežmarská Biela voda
- Biela

## Villes traversées
- Poprad
- Kežmarok
- Stará Ľubovňa
- Muszyna
- Piwniczna-Zdrój
- Rytro
- Stary Sącz